# Gracilinanus emiliae
Gracilinanus emiliae is een zoogdier uit de familie van de Didelphidae. De wetenschappelijke naam van de soort werd voor het eerst geldig gepubliceerd door Thomas in 1909.